# 이경은 (체조 선수)
이경은(1992년 2월 14일~)은 대한민국의 리듬 체조 선수로, 2015년 하계 올림픽에 참가했다.